# Glenodinium sanguineum
Il Glenodinium sanguineum è un'alga unicellulare (Dinoflagellata) che contiene nel plasma sostanze oleose colorate da pigmenti carotenoidi.
Per diversi decenni, quest'alga è stata ritenuta la responsabile della caratteristica unica nel suo genere del Lago Rosso della Val di Tovel (Trentino-Alto Adige) che, in determinati periodi (durante l'estate) assumeva una colorazione rossastra delle acque, fenomeno attivo fino agli anni sessanta circa, ora pressoché scomparso; l'alga responsabile è in realtà un'altra, Tovellia sanguinea.